# Franz Finke
Franz Finke (* 23. April 1907 in Werne (Bochum); † 3. Juli 1942 im KZ Sachsenhausen) war ein deutscher römisch-katholischer Geistlicher und Märtyrer.

## Leben
Franz Finke wuchs als Sohn eines Bergmanns in Bochum auf, besuchte das Gymnasium Theodorianum in Paderborn und studierte Theologie in Paderborn und Innsbruck. Am 1. April 1933 wurde er in Paderborn zum Priester geweiht. 1934 wurde er Leiter des Konvikts Werl und geriet in Konflikt mit den Nationalsozialisten, weil er seinen Schülern den Eintritt in die Hitlerjugend verbot. Am 17. August 1939 wurde er verhaftet und auf die Aussage eines früheren Abiturienten hin (der ihm Sexualvergehen vorwarf) vom Landgericht Arnsberg am 30. April 1940 zu zwei Jahren Gefängnis verurteilt. Die kirchliche Untersuchung des Falles kam nicht zum Abschluss, da er nach der Haft in das KZ Sachsenhausen eingesperrt wurde, wo er den Rosa Winkel tragen musste und einer Strafkompanie zugeteilt wurde. Nach schweren Misshandlungen starb er dort am 3. Juli 1942 im Alter von 35 Jahren.

## Gedenken
Die deutsche Römisch-katholische Kirche hat Franz Finke als Märtyrer aus der Zeit des Nationalsozialismus in das deutsche Martyrologium des 20. Jahrhunderts aufgenommen.